# Miren Etxezarreta Zubizarreta
Miren Etxezarreta Zubizarreta   (Ordizia, 23 de març de 1936) és una economista basca, intel·lectual d'esquerres i activista fortament vinculada als moviments socials. És cofundadora del Seminari d'Economia Crítica Taifa i, des de 2007, és Catedràtica Emèrita en Economía Aplicada de la Universitat Autònoma de Barcelona.

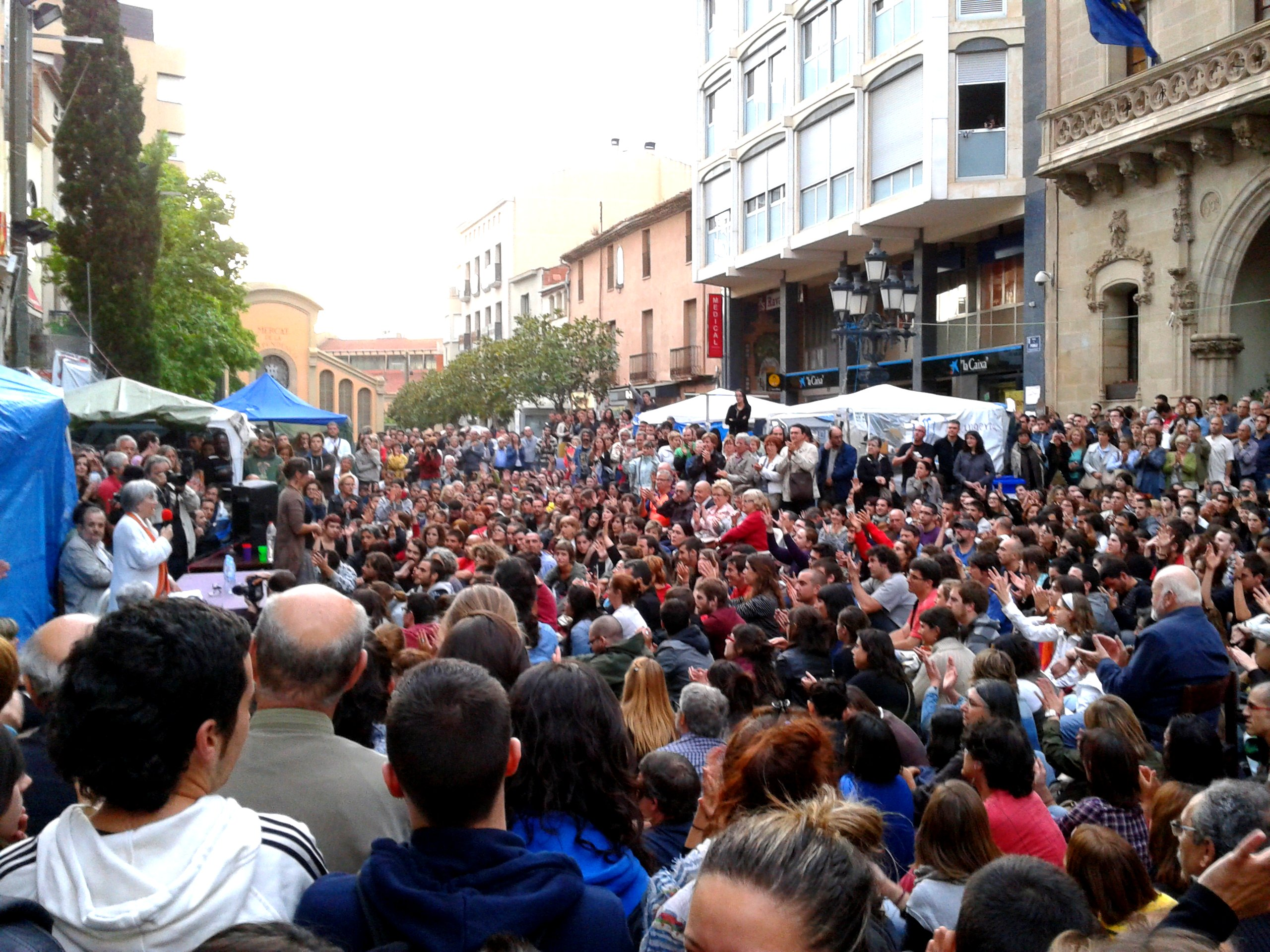
Miren Etxezarreta al 15M de Terrassa

A més de Karl Marx, idiològicament està influenciada per Rosa Luxemburg i, cronològicament més pròxims, per economistes post-keynesians com Joan Robinson o economistes marxistes com Paul Alexander Baran i Paul Marlor Sweezy, entre d'altres.
En una entrevista el 2010 comentava que ella es va fer economista perquè «[…] sempre m'ha preocupat que hi hagi pobres i rics, i volia saber per què». I afegia amb sorneguera que «vaig pensar que fent Econòmiques ho entendria. Vaig estudiar 5 anys sense enterar-me'n de res. Als 70 anys he arribat a entendre-hi una mica».

## Biografia
Està casada amb el sociòleg i economista José Iglesias Fernández, amb qui té un fill.

### Estudis i activitat professional
Va estudiar economia al campus de Bilbao de la Universitat del País Basc i va fer un màster a la London School of Economics, universitat en la qual també es va doctorar. Més tard, també es va doctorar en economia a la Universitat Autònoma de Barcelona.
Entre 1968 i 1970 va ser professora d'economia de la Universitat de Sussex (Brighton, Regne Unit), abans de traslladar-se a la Universitat de Bilbao, on va continuar la seva activitat docent entre el 1970 i 1972.
L'incert clima polític de l'Estat Espanyol, que en aquella època es trobava a les acaballes del règim franquista i acaparava l'atenció internacional pel polèmic Procés de Burgos, no va propiciar sens dubte la renovació del contracte de Miren Etxezarreta a Bilbao, que políticament no encaixava amb la universitat.
La fi de la seva breu etapa docent a Bilbao va deixar a mitges el seu treball de recerca sobre les possibilitat econòmiques del caserío vasco, el qual va continuar més endavant i va ser finalment publicat el 1976, amb el títol de El Caserío Vasco. La agricultura a tiempo parcial en España.
El 1974 es va mudar a Barcelona, on va trobar feina a la UAB. Primerament es va instal·lar a l'eixample, barri que no va abandonar fins al 1995 per tal de traslladar-se a la Vila Olímpica (Poblenou), la seva residència fins avui dia.
Des de 1974 fins al 2006 va exercir de professora a l'Autònoma, donant classes de desenvolupament econòmic i política econòmica. Les seves àrees de recerca van ser l'economia agrària, la política econòmica i el desenvolupament econòmic.
El 1991 va finalitzar el seu treball d'investigació a Barcelona, que va ser publicat amb el títol de La Reestructuración del capitalismo en España: 1970-1990. Es tracta d'una mirada crítica a l'evolució de l'economia espanyola des dels inicis de la transició i fins al 1990, a partir de l'òptica d'aquells que «[…] perceben la majoria dels seus ingressos de la venda de la seva força de treball, no són propietaris dels mitjans de producció ni tenen capacitat real de decisió sobre ells», tal com explicita el pròleg.
Al llarg de la seva carrera docent, ha aprofitat sobretot els estius per a realitzat estades de docència a universitats estrangeres. Per exemple, ha passat per universitats de Mèxic, Bolívia, Argentina, Xile, Nicaragua, Burkina Faso, França, Estats Units, Anglaterra, Canadà o Japó.
Malgrat que l'economia agrària ha romàs sempre una de les seves principals àrees de recerca, a partir dels anys 1990 el seu treball de divulgació es va passar a concentrar més en temes de política econòmica diversa, com per exemple sobre les implicacions de la ratificació del tractat de Maastricht a nivell europeu, sobre política urbana (per exemple l'impacte socioeconòmic dels Jocs Olímpics de 1992 a Barcelona), o sobre el paper del FMI i el Banc Mundial (aprofitant, per exemple, el seu cinquantè aniversari el 1994 per elaborar un discurs crític). És també durant aquesta època que va fundar el Seminari d'Economia Crítica Taifa i es va incorporar al Grup EuroMemorandum. Tot plegat, va fer que la dècada dels 1990 esdevingués un punt d'inflexió en la seva carrera professional, que l'hi faria adquirir una progressiva popularitat entre els moviments socials alternatius, d'esquerres i antiglobalització, tant locals com estatals.
Malgrat tot, no va abandonar mai el seu inicial camp de recerca i el 2006 va publicar La agricultura española en la era de la globalización, una obra precedida per llibres com La vulnerabilidad de los modelos económicos neoliberales (2000), Globalización capitalista. Luchas y resistencias (2001) o Crítica a la economía ortodoxa (2004).
El 2010, Miren va retornar a l'economia social per a publicar Qué pensiones, qué futuro, un repàs a l'evolució regressiva de les pensions públiques a partir dels anys 1970, així com una crítica radical a la concepció hegemònica dels sistemes de pensions. Segons Miren, la presumpta crisi de les pensions no existeix sinó que el problema rau en el mercat laboral, contradint així la tant repetida tesi de les institucions econòmiques internacionals i altres poders fàctics, defensors de la privatització de les pensions.
A partir de 2010, va iniciar una col·laboració amb el diari d'esquerres Público, en el qual regularment va escriure articles d'opinió.
El 2015 va publicar ¿Para qué sirve realmente la economia?, un llibre que explica el paper de l'economia com a instrument legitimador del poder. També, el llibre és un repàs a les escoles de pensament econòmic més influents i a les escoles d'economia crítica, explica els efectes de la globalització, l'origen de la crisi econòmica i proposa alternatives per a una societat més justa.

### Activisme polític i social
En una entrevista a principis de 2012, Miren Etxezarreta expressava el seu escepticisme amb les transformacions socials provinents de revolucions portades a terme per un poder jeràrquic elitista. Es qüestionava l'evolució de Veneçuela però, sobretot, es mostrava molt decebuda pel desenllaç de la revolució sandinista de 1979, amb la qual afirmava haver après molt. Per aquest motiu, Miren reiterava la importància de «generar àmbits d'autonomia» i posava èmfasi en portar a terme una transformació social «de baix a dalt» i no pas al revés.
Guiada per aquestes premisses, mai ha militat en partits polítics ni sindicats sinó que ha col·laborat amb el teixit associatiu de base, treballant amb nombrosos col·lectius, participant en campanyes de les més diverses i fins i tot creant el seminari Taifa, com a exemple de grup per «canviar la societat mitjançant microcosmos».
El seu anticapitalisme i punt de vista marxista de l'economia la van convertir aviat en una veu de referència dels moviments antiglobalització de Barcelona i d'arreu de l'Estat espanyol.
Una de les seves implicacions amb més constància i regularitat a llarg termini han sigut les Jornades d'Economia Crítica, nascudes a finals dels anys 1980 i celebrades bianualment a diferents indrets de l'Estat Espanyol com per exemple Madrid (Jornadas de Economía Crítica I, 1987), Màlaga (Jornadas de Economía Crítica VI, 1998) o Saragossa (Jornadas de Economía Crítica XII, 2010).
La seva col·laboració amb les Jornades d'Economia Crítica li han permès de conèixer i mantenir el contacte amb nombrosos economistes d'origen sobretot espanyol, però també estranger. De fet, les jornades es van revelar fins i tot clau per la gestació del Grup Euromemo, ja que el 1994, l'economista alemany Jörg Huffschmid va assistir a les jornades celebrades a València i l'esdeveniment el va inspirar per ampliar el seu grup d'economistes crítics a Alemanya. Un any més tard, a Brussel·les, naixia l'EuroMemorandum.

#### Anys 1990
Durant els anys 1990, es va mostrar molt crítica amb dos dels esdeveniments que van acaparar gran part de l'atenció social i mediàtica de principis de la dècada: a nivell local, els Jocs Olímpics de Barcelona i, a nivell europeu, la ratificació del tractat de Maastricht.
El seu interès pel desenvolupament econòmic de la ciutat desembocaria, anys més tard, en la publicació de l'estudi "Barcelona, una ciudad extravertida" (1997), coescrit amb Albert Recio i Lourdes Viladomiu. L'informe formava part d'un projecte de desmitificació olímpica organitzat per la Fundació Tàpies sota el títol "La ciutat de la gent" i es qüestionava el model de transformació de la ciutat, sense una sòlida estructura productiva i dependent d'elements forans com el turisme o el comerç internacional.
Miren criticava a La Vanguardia que «el motor del creixement de Barcelona no pot ser únicament extern, sinó un combinat de serveis i indústria que es generi des de dins. I quina política es fa al respecte? substituir les fàbriques de Poblenou per pisos».
El 1994 va participar a Madrid amb la campanya 50 años bastan, en referència a l'efemèride de la fundació del FMI i el Banc Mundial. Aquest acte van ser precursor al naixement del moviment antiglobalització, que a nivell internacional adquiriria molt ressò arran de les grans i violentes protestes de Seattle el 1999, contra l'OMC; a les quals seguirien Praga el 2000 contra el FMI i el Banc Mundial; o Gènova el 2001, contra el G8.
Amb la participació a 50 años bastan Miren Etxezarreta va coincidir amb l'activista Ramón Fernández Durán, membre d'Ecologistas en Acción, amb qui establiria una gran amistat al llarg de tota la seva vida que va donar com a fruits, per exemple, la publicació de Globalización capitalista. Luchas y resistencias el 2001.
La dècada dels 1990 també és especialment rellevant des del punt de vista associatiu perquè és aquesta època que veu néixer, primer, el Seminari d'Economia Crítica Taifa (1991) i, després, el Grup EuroMemo (1995).

#### Anys 2000
A principis dels anys 2000, va donar suport a la campanya contra la conferència del Banc Mundial a Barcelona (2001), finalment cancel·lada degut a la pressió social.
L'any següent, va participar en els actes de la Campanya Contra l'Europa del Capital per protestar contra la cimera del Consell Europeu celebrada a Barcelona. També va ser invitada a participar a Màlaga a les Jornadas Internacionales de Renta Básica, en la qual es va responsabilitzar de la ponència El Estado Español dentro de la Europa del Capital i, el novembre del mateix any, va ser ponent invitada al primer Fòrum Social Europeu, celebrat a Florència.
Des del principi de la seva creació el 2002, Miren ha participat en el Fòrum Social Europeu. També va assistir a la següent edició celebrada el 2003 a París.
Mitjançant el Seminari Taifa, va col·laborar activament amb la plataforma contra el Fòrum 2004 de Barcelona. A més de fer xerrades locals i estatals, la comissió Ochub (Observatori Crític sobre Habitatge i Urbanisme de Barcelona) del Seminari va publicar un informe crític que pretenia desemmascarar la gran operació del Fòrum, en el qual es denunciava la cooperació entre el capital privat i l'administració, dirigida a proporcionar grans beneficis i vendre la ciutat als interessos del capital privat.
L'esdeveniment, vist com una operació que es fixava com a objectiu el reforçament del model de ciutat turística, era un graó continuista amb el model de desenvolupament iniciat els anys 1990 amb els Jocs Olímpics, contra el qual l'observatori Ochub proclamava que «Barcelona necessita un model de desenvolupament integrat, sostenible, permanent, que generi oportunitats de treball i desenvolupament personal adequat a la seva població, i no esdeveniments puntuals, ocasionals i temporals, per molt espectaculars que siguin i que contribueixen a un model de ciutat que reforça la desigualtat i la injustícia, sense resoldre cap dels problemes de la seva ciutadania».
Entre 2004 i 2005 va participar amb la Campanya dels Països Catalans contra la Constitució Europea.
El 2005 va ser membre del jurat del Tribunal de Barcelona sobre el Deute Ecològic, el qual va precedir la reunió del Tribunal Internacional sobre el Deute Extern que va tenir lloc una setmana després a Madrid. El tribunal va deliberar sobre la gestió del deute extern del govern espanyol i sobre l'actuació de les empreses transnacionals espanyoles a Amèrica Llatina i Àfrica, a més d'abordar casos paradigmàtics com la impunitat de Repsol i Unió Fenosa a Amèrica Llatina o la fortíssima expansió de Pescanova a Xile. La sentència va dictaminar que el deute extern és il·legítim i responsable directe de la violació dels drets humans als països del sud. Tant el govern com les transnacionals espanyoles va ser condemnades i apel·lades a abolir el deute extern i reconèixer el deute ecològic mantingut amb Amèrica Llatina i Àfrica.
El 2008 va impulsar una campanya coordinada a nivell europeu i promoguda per economistes d'arreu d'Europa anomenada Especulació i crisi: ja n'hi ha prou! contra la llibertat de circulació del capital promoguda pel Tractat de Lisboa (2007). El manifest, simultàniament publicat el 27 de març en diversos mitjans de comunicació europeus, reclamava la derogació de l'article 56 del Tractat de Lisboa (2007) el qual, «al prohibir qualsevol restricció als seus moviments, ofereix al capital financer les condicions pel seu aclaparador domini de la societat». Així mateix, reclamava la restricció la llibertat d'establiment (artícle 48), «ja que deixa oportunament al capital la possibilitat de desplaçar-se on les condicions li siguin més favorables, permetent així a les institucions financeres de trobar asil a la Ciy de Londres o a altres indrets».
El 2009 va participar en el III Fòrum Social de Mallorca, en el qual va participar en un col·loqui sobre el procés de privatització dels serveis públics i socials.

#### Anys 2010
El 2010, la publicació del llibre Qué pensiones, qué futuro va coincidir precisament amb la congelació de les pensions pel govern de Zapatero i es va avançar a la reforma de les pensions portada a terme el 2011. Aquest fet va provocar que el llibre passés a abordar de forma crítica un tema de gran actualitat política i Miren Etxezarreta es va poder manifestar en contra de la prevista reforma en moltes entrevistes i xerrades en les quals va ser convidada, a més de participar directament en actes contra la regressiva reforma, per exemple la manifestació del 27 de gener de 2011 convocada per diverses assemblees de drets socials de Barcelona i comarques.
Abans, el 2010, Miren ja havia participat en la vaga general del 29 de setembre, contra la reforma laboral i la congelació de les pensions. Arran dels aldarulls produïts, es va adherir a un manifest que condemnava la manipulació de la majoria dels mitjans de comunicació, els quals es van dedicar a criminalitzar els moviments socials tot ignorant les causes de la violència i sense fer cap menció a la violència estructural ni a la crisi. El manifest va ser signat per més d'un centenar de professors universitaris i intel·lectuals.
El 2012 va veure la llum el documental Capitalisme. Un itinerari crític: entrevista a Miren Etxezarreta. El didàctic curtmetratge, a través de la Miren, proposa una lectura crítica del sistema econòmic vigent.

## Compromís amb Amèrica Llatina
Miren Etxezarreta sempre ha mantingut un estret contacte amb Amèrica Llatina, una regió que al llarg de la seva carrera docent ha visitat regularment i de manera continuada. En les seves estades, ha participat en cursos, s'ha format i ha establert contactes amb altres universitats. Alguns dels països pels quals ha passat són Mèxic, Bolívia, Argentina, Chile o Nicaragua.
Arran dels seus vincles i interès per Amèrica Llatina, el 2005 ja ha havia format part del Tribunal de Barcelona sobre el Deute Ecològic, enfocat als problemes dels països del sud i, posteriorment, la seva continuada implicació la van conduir a Caracas (2007) i Lima (2008).
A partir de 2006 va col·laborar amb el Tribunal Permanent dels Pobles (TPP), en el qual va ser membre del jurat del judici contra les polítiques neoliberals i les corporacions transnacionals (CTN) a Amèrica Llatina. El tribunal va investigar el rol dominant de les transnacionals europees en àrees estratègiques com el sector dels serveis, la infraestructura, el petroli, l'aigua, les finançes i les telecomunicacions; amb l'objectiu d'avaluar possibles amenaces sobre la sobirania política, l'autonomia econòmica, la política econòmica i la democratització a Amèrica Llatina.
Després d'una primera sessió a Viena el 2006, a la sessió final de Lima el 2008 el Tribunal va emetre una resolució en la qual va «sancionar moralment i ètica» a les empreses transnacionals, així com a les «conductes i pràctiques polítiques, econòmiques, financeres, productives i judicials del model neoliberal, implementades i permeses pels Estats i les institucions de la Unió Europea».
També el 2006, Miren Etxezarreta va ser un dels primers sotasignats del manifest ¡Si fuéremos venezolanos votaríamos Chávez!. La crida internacional era una manifestació de suport al president Hugo Chávez, que s'enfrontava a l'opositor Manuel Rosales a les eleccions presidencials de Veneçuela de novembre de 2006. El manifest a favor de Chávez, defensava la lluita antiimperialista i el procés revolucionari liderat pel president veneçolà, mentre criticava el candidat de dretes Rosales, acusat de pretendre destruir les conquestes democràtiques aconseguides pel poble veneçolà.
El 2007, va participar en el segon Coloquio Latinoamericano de Economía Política y Pensamiento Crítico, organitzat per la SEPLA a Caracas. La trobada, anomenada "América Latina: desafíos y perspectivas para la construcción de una nueva sociedad", tenia com a objectius «la creació d'un espai de reflexió i la construcció d'eines teòriques i pràctiques per combatre el poder hegemònic i el pensament neoliberal per tal de transmete-les a universitats, institucions de l'Estat i a la societat».

## Associacionisme

### Grup EuroMemo
Miren Etxezarreta és membre del grup d'Economistes Europeus per una Política Econòmica Alternativa, més conegut com a Grup Memorandum Europeu o –abreviat- Grup EuroMemorandum.
Aquest grup va tenir el seu origen en el Grup de Treball per una Política Econòmica Alternativa (en alemany: Arbeitsgruppe Alternative Wirtschaftspolitik), conegut per Memorandum o Memo-Gruppe, fundat el 1975 a Alemanya. A partir del 1995 el grup es va expansionar tot incorporant el Grup EuroMemo, una xarxa d'economistes de diversa procedència europea en la qual, entre altres economistes europeus, s'hi va incorporar també Miren Etxezarreta.
El Grup EuroMemo es dedica a planificar polítiques econòmiques alternatives amb l'objectiu de promoure la plena ocupació, fomentar la justícia i equitat social, erradicar la probresa i l'exclusió social, així com defensar la sustenibilitat ecològica i promoure la solidaritat internacional.
Amb l'Euromemorandum, Miren Etxezarreta ha col·laborat amb economistes com Jörg Huffschmid (Universitat de Bremen, Alemanya), John Grahl (Metropolitan University of London) o Jacques Mazier (Universitat de Paris Nord, França).

### Seminari d'Economia Crítica Taifa
Els anys 1990 va fundar el Seminari d'Economia Crítica Taifa de Barcelona, que uneix sobretot a estudiants, ex-estudiants o professors decebuts amb l'imperant enfocament neoclàssic i neoliberal de les aules universitàries.
Va néixer amb la idea d'establir un grup de recerca crític a la Universitat Autònoma de Barcelona, sense tenir del tot clar quin rumb emprendria en el futur. Com que era l'època en la qual es començava a gestar l'Àrea de Lliure Comerç d'Amèrica del Nord i el Mercosur, aquests temes van esdevenir el primer àmbit de treball amb el qual inicialment es va concentrar el seminari.
Coordinat per Miren Etxezarreta, amb els anys el seminari Taifa ha esdevingut un grup dedicat a la divulgació econòmica des d'una perspectiva crítica, amb l'objectiu se servir d'element de suport pedagògic als moviments socials. Organitza regularment cursos i xerrades, i alguns dels temes en els quals el seminari ha incidit són l'economia de l'Estat espanyol, el paper del sector públic, l'anàlisi dels pressupostos de l'Estat, la Unió Europea, la ciutat i el problema de l'habitatge, la deslocalització empresarial, l'evolució dels salaris, la crisi econòmica o la crisi del deute i les retallades de drets socials. En paraules d'Etxezarreta, l'economia crítica consisteix a «aproximar-se als diversos paradigmes que es postulen per tal d'analitzar els fets econòmics des d'un vessant crític, avaluant-los amb relació als plantejaments bàsics, l'aproximació al món real i les conseqüències que aquests paradigmes tenen per a les diverses classes socials».
El llibre Crítica a la economía ortodoxa (2004) és fruit del treball de la diversa gent que ha anat passant pel seminari. També a partir del 2005, el seminari publica regularment informes d'anàlisi sobre temes d'actualitat econòmica.